# Завод BMW Group у Дінгольфінгу
Завод BMW Group у Дінгольфінгу — група заводів BMW на території Дінгольфінга загальною площею близько 280 гектарів.
Завод BMW Group у Дінгольфінгу є найбільшим виробничим майданчиком BMW Group у Європі.

## Історія
Витоки заводу BMW Group у Дінгольфінгу сягають колишньої Hans Glas GmbH, яка базувалася в Дінгольфінгу з 1905 року. Після поглинання Hans Glas GmbH компанією BMW AG у 1967 році Goggomobil випускався до 1969 року. 9 листопада 1970 року було закладено перший камінь для сучасного автозаводу. 27 вересня 1973 року з конвеєра зійшов перший BMW 5 серії зійшов. З того часу на заводі в Дінгольфінгу було випущено понад одинадцять мільйонів автомобілів BMW.

## Цифри, Дані, Факти
Завод у Дінгольфінгу є одним із 31 виробничих майданчиків BMW Group у всьому світі та найбільшим виробничим підприємством компанії в Європі. Близько 1500 автомобілів BMW серій 4, 5, 6, 7 і 8, а також повністю електричний BMW iX сходять з конвеєра тут, на автомобільному заводі 02:40 щодня. Загалом у 2020 році завод випустив близько 232 тис. автомобілів.
Крім автомобілів, у Дінгольфінгу також виготовляються компоненти транспортних засобів, такі як пресовані деталі або шасі та системи приводу. Загальногруповий центр компетенції з виробництва електронних приводів розташований на заводі компонентів 02.20. Звідси автомобільні заводи BMW Group по всьому світу постачаються електродвигунами та високовольтними батареями для виробництва гібридів і чисто електричних моделей. Це виробництво електронних приводів зараз значно розширюється, і очікується, що в середньостроковій перспективі кількість співробітників зросте до 2000 осіб. З липня 2020 року це також включало акумуляторні модулі та високовольтні батареї.

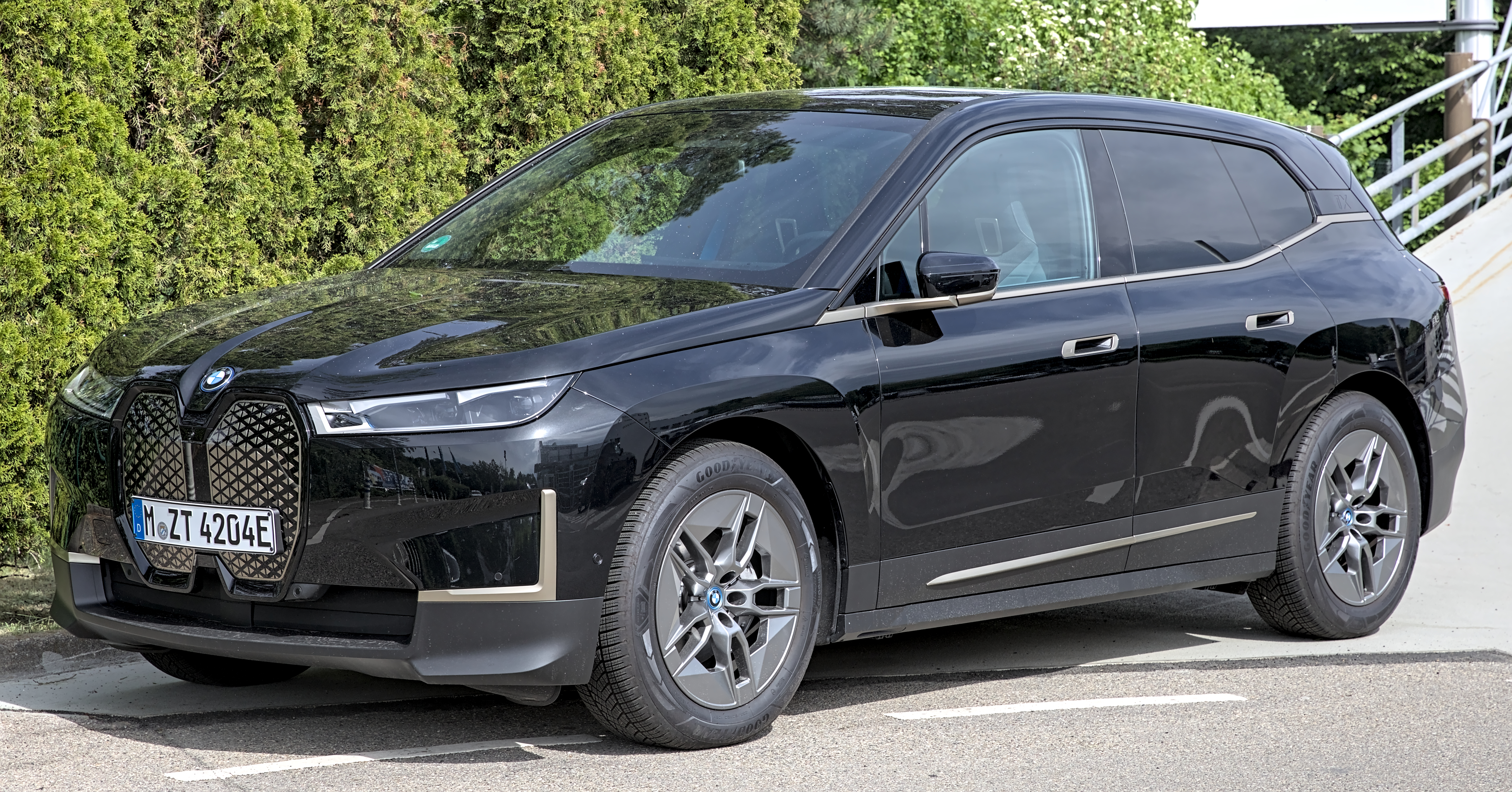
BMW iX

Крім того, на заводі виготовляються кузови для всіх моделей Rolls-Royce. На початку 2020 року було запроваджено переробку алюмінію для економії CO 2 (понад 100 000 тонн). Динамічний центр як великий пункт зберігання та перевантаження для центральної логістики післяпродажного обслуговування BMW Group постачає запчастини та аксесуари глобальній дилерській організації BMW, MINI та BMW Motorrad.
Вже сьогодні гібридні версії BMW 5 і 7 серій виробляються на одній конвеєрній лінії на автомобільному заводі в Дінгольфінгу 02.40 у суміші з дизельними та бензиновими моделями. У Дінгольфінгу з липня 2021 року виробляють першу повністю електричну модель BMW iX.
У липні 2021 року близько 17 000 людей працювали на території Нижньої Баварії. Маючи понад 850 слухачів у 15 різних професіях, Dingolfing також є найбільшою тренінговою компанією в BMW Group.

## Запчастини
Розташування BMW Group у Дінгольфінгу було засновано, коли BMW AG придбала Hans Glas GmbH у 1967 році. Заводи 1 і 2 скла стали заводи BMW Group 02.10 і 02.20. У 1971 році до заводу 02.20 були приєднані заводські приміщення колишнього виробника сільськогосподарської техніки Eicher, придбаного роком раніше.
| Завод | Адреса                                   | Функція                                                         | Особливість                                                                    |
| ----- | ---------------------------------------- | --------------------------------------------------------------- | ------------------------------------------------------------------------------ |
| 02.10 | Laaberstr. 7, 84130 Дінгольфінг          | Компоненти шасі та приводу                                      | колишній головний завод Hans Glas GmbH                                         |
| 20.02 | Karl-Dompert-Str. 1, 84130 Дінгольфінг   | Центр компетенції з виробництва електронних приводів            |                                                                                |
| 27.02 | Tundingerstr. 11, 84164 Moosthenning     | Кузов Rolls Royce                                               |                                                                                |
| 02.30 | Mengkofener Strasse 13, 84130 Dingolfing | Центр навчання та підвищення кваліфікації / сервісний центр BMW |                                                                                |
| 02.40 | Karl-Dompert-Str. 7, 84130 Дінгольфінг   | автозавод                                                       | Залізничне сполучення з залізничною лінією Ландсхут–Платлінг на 27,7 кілометрі |
| 02.70 | Industriestr. 5, 84130 Дінгольфінг       | Динамічний центр DYZ                                            | Залізничне сполучення з залізничною лінією Ландсхут–Платлінг на 25,8 кілометрі |
| 02.72 | Бізнес-парк 8, 84183 Niederviehbach      | Компоненти шасі та приводу                                      |                                                                                |
| 02.75 | Am Industriepark 2, 84079 Bruckberg      | Склад запчастин Bruckberg                                       |                                                                                |
| 02.80 | Bahnweg 3, 84180 Loiching                | Склад запчастин у Кронвідені                                    |                                                                                |
| 91.02 | Hans-Glas-Str. 1, 94522 Валлерсдорф      | Логістичний центр Wallersdorf                                   | Залізничне сполучення з залізничною лінією Ландсхут–Платлінг на км 54,2        |

## Приміське автобусне сполучення
Особливістю цього заводу є приміське автобусне сполучення, яке доставляє співробітників до Дінгольфінга з більшої частини Нижньої Баварії, частини Верхнього Пфальцу та Верхньої Баварії. Це було запроваджено, щоб зменшити затори на дорогах у невеликому містечку Дінгольфінг з його 18 000 жителями. До 300 автобусів щодня обслуговують 2500 автобусних зупинок і доставляють до Дінгольфінга 13 000 співробітників. За день вони долають 43 тисячі кілометрів. Найдальша автобусна зупинка знаходиться в Jandelsbrunn. 128 кілометрів автобус їде близько години сорока хвилин.

## Асортимент продукції
Моделі шести серій сходять з конвеєра заводу BMW Group у Дінгольфінгу. На заводі в Дінгольфінгу в тому числі виготовляються дві моделі BMW 530e та BMW 745e з плагін-гібридом.
- BMW 4 серії (купе, кабріолет)
- BMW M4 (купе, кабріолет)
- BMW 5 серії (седан / турінг)
- BMW M5
- BMW 6 серії (Gran Turismo)
- BMW 7 серії (седан)
- BMW 8 серії (купе/кабріолет/гран купе)
- BMW M8 (Купе / Кабріолет / Гран Купе)
- BMW iX